# آلبر مسیا
 آلبر مسیه (انگلیسی: Albert Messiah؛ زاده ۲۳ سپتامبر ۱۹۲۱ – درگذشته ۱۷ آوریل ۲۰۱۳) یک فیزیک‌دان اهل فرانسه بود. وی از سال ۱۹۴۰ به عضویت نیروهای فرانسوی آزاد پیوسته و در نبرد داکار نیز شرکت داشت. 
پس از جنگ برای فراگیری فیزیک کوانتوم به دانشگاه پرینستون رفت و در بازگشت به فرانسه نخستین دوره‌های رسمی آموزش فیزیک کوانتوم در فرانسه را بنیان نهاد.
وی رئیس بخش فیزیک کمیسریای انرژی هسته‌ای فرانسه و پرفسور دانشگاه پیر و ماری کوری بود.